# ويليام جونسون (لاعب كريكت)
ويليام جونسون (22 سبتمبر 1884 - 14 أغسطس 1941) (بالإنجليزية: William Johnson)‏ هو لاعب كريكت أسترالي. لعب مع فريق فكتوريا للكريكت.

## وصلات خارجية
- ويليام جونسون على موقع إي آس بي آن كريك إنفو (الإنجليزية)